# Административное деление Мьянмы
По конституции 1974 года Мьянма является унитарным государством. Страна разделена на 7 административных областей (တိုင်းဒေသကြီး) (до введения новой конституции 2008 года они назывались тайн бирм. တိုင္) и 7 штатов (пьинэ) (национальных областей) (бирм. ပည္).
Области и штаты делятся на районы (kayaing), которые в свою очередь состоят из городов (мьо) и сельских волостей (мьонэ; township / subdistrict). Города делятся на городские кварталы (яквэ), волости — на группы деревень (чейюа).
Представители титульных национальных меньшинств (чины, качины, кая, карены, моны, араканцы, шаны) и некоторых других народностей, ссылаясь на конституцию 1947 года, требуют восстановления федеративного устройства государства и ведут вооруженную борьбу за национальную автономию или независимость. Ряд экстремистских группировок (таких, как Национальный социалистический совет Нагаленда и другие) выступают за полное отделение и создание независимых государств на территориях проживания этнических групп нага, мизо, зо и др., которые в настоящий момент входят в состав Мьянмы и Индии.
Конституция 2008 года в Мьянме декларировала создание новых национальных самоуправляемых единиц. Их названия были обнародованы в бирманской прессе в августе 2010 года. Всего таких единиц было создано 6:
- Самоуправляемая зона Дану (объединяет 2 волости в штате Шан)
- Самоуправляемая зона Коканг (объединяет 2 волости в штате Шан)
- Самоуправляемая зона Нага (объединяет 3 волости в области Сикайн)
- Самоуправляемая зона Палаунг (объединяет 2 волости в штате Шан)
- Самоуправляемая зона Па-О (объединяет 3 волости в штате Шан)
- Самоуправляемая область Ва (объединяет 6 волостей в штате Шан)[1]

## Административные области и штаты
| №                            | Флаг  | Наименование           | Административный центр | Площадь, км² | Население, чел. (2019) | Плотность, чел./км² |
| ---------------------------- | ----- | ---------------------- | ---------------------- | ------------ | ---------------------- | ------------------- |
| Административные области     |       |                        |                        |              |                        |                     |
| 1                            |       | Иравади (Эйявади)      | Бассейн (Пантейн)      | 35 032       | 6 272 913              | 179.06              |
| 2                            |       | Пегу (Багоу)           | Пегу                   | 39 404       | 4 934 428              | 125.23              |
| 3                            |       | Магуэ (Магуэй)         | Магуэ                  | 44 821       | 3 937 278              | 87.84               |
| 4                            |       | Мандалай (Мандалай)    | Мандалай               | 30 888       | 6 477 740              | 209.72              |
| 5                            |       | Сикайн (Сагайн)        | Сикайн                 | 93 702       | 5 550 389              | 59.23               |
| 6                            |       | Танинтайи (Тенассерим) | Тавой (Доуэй)          | 43 345       | 1 479 086              | 34.12               |
| 7                            |       | Янгон (Рангун)         | Янгон                  | 10 277       | 8 203 832              | 798.27              |
| Штаты (Национальные области) |       |                        |                        |              |                        |                     |
| 8                            |       | Чин (Хакха)            | Хакха                  | 36 019       | 516 752                | 14.35               |
| 9                            |       | Качин (Мьичина)        | Мьичина                | 89 042       | 1 881 362              | 21.13               |
| 10                           |       | Кая (Каренни)          | Лойко                  | 11 732       | 320 216                | 27.29               |
| 11                           |       | Карен (Кайин)          | Пхаан                  | 30 383       | 1 605 697              | 52.85               |
| 12                           |       | Мон (Моулмейн)         | Моламьяйн (Mawlamyine) | 12 297       | 1 995 068              | 162.24              |
| 13                           |       | Ракхайн (Аракан)       | Ситуэ (Акьяб)          | 36 778       | 3 325 116              | 90.41               |
| 14                           |       | Шан (Таунджи)          | Таунджи                | 155 801      | 6 332 188              | 40.64               |
| Всего                        | Всего | Всего                  | Всего                  | 676 577      | 54 101 253             | 79.96               |